# 인간혐오

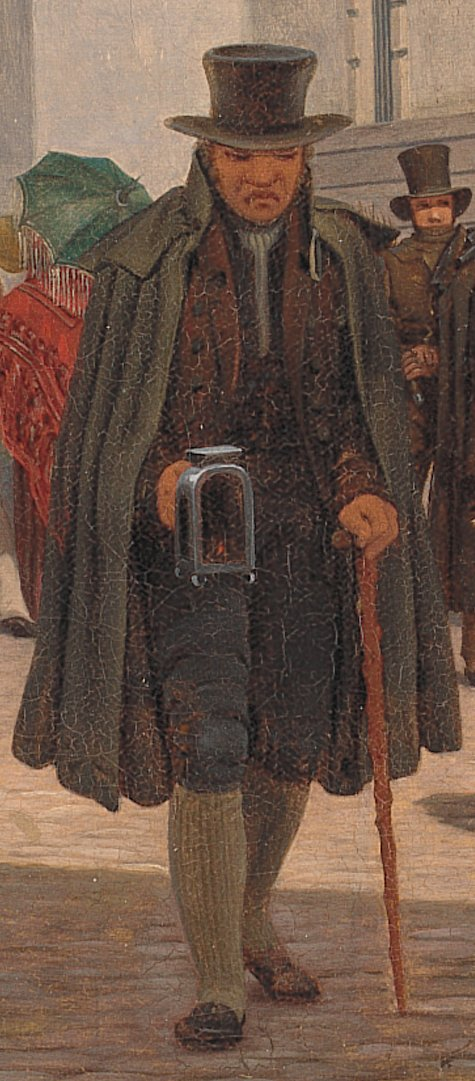

인간혐오(그리스어: μισανθρωπία, 영어: misanthropy, 한자: 人間嫌惡)는 타인을 믿지 않거나, 인간 자체를 두려워하여 타인과의 관계를 유지하지 않으려고 하거나, 타인과의 관계를 만들려 하지 않는 행동이나 현상이다. 의학에서는 자폐증 현상의 일종으로 보기도 하며, 정상적인 범위 내에서의 병적인 인간 혐오와 비정상적인 범위 내에서의 병적인 인간혐오로 나뉘어있다. 특정 성별혐오증 같은 이성혐오증, 염세주의자, 비관론자들도 인간혐오의 일부에 해당한다.

## 개요
인간혐오 증상에 대한 구체적인 원인은 알려진 바 없으나, 인간혐오 증세를 보인 몇몇 사람들은 가장 신뢰했던 사람에게 배신을 당하거나, 타인에게 이유없이 모함, 공격을 당해서 좌절을 느꼈거나, 혹은 누군가의 농간에 당해 큰 손실을 본 상태일 때 초속적으로 발생하기도 한다. 또는, 인류라는 존재 자체가 사상적인 면에서 필요악이라는 사상을 극적으로 신봉하는 사람에게 이 증세가 나타날 수 있다. 상대 업체, 상대 정파와 갈등하는 기업인과 정치인에게서도 보이기도 한다. 허무주의, 회의주의와도 어느정도 중복되는 부분이 있지만 모든 허무주의자, 회의주의자가 인간혐오라 보기는 어렵다.
인간혐오는 타인에 대한 불신과 거부감,  기피, 경계에서 오는 것이며, 현실주의와 냉소주의적 성향, 이상주의에 대한 과도한 반감, 간혹 우울증과 대인공포증, 정신질환 등을 겸하는 사례도 있다. 대인공포증인 사람이 대인 관계를 두려워하거나 무서워하는 것, 조현증 환자가 현실세계에 대한 흥미, 관심을 잃고 자기주관적 세계에 갇히는 자폐증과 개념이 중복되는 부분은 있다. 그러나 모든 정신질환자가 인간혐오라고 보기는 어렵다.

## 같이 보기
| - 표현의 자유 - 사상의 자유 - 현실주의 - 합리주의 - 남성혐오증 - 여성혐오증 - 비관론 | - 객관주의 - 니힐리즘 - 심층생태주의 - 한비자 - 마키아밸리 |